# Płyn Dariera
Płyn Dariera (liquor Darieri) – preparat galenowy sporządzany na zamówienie w aptekach, w zakresie receptury aptecznej, według przepisu oficynalnego. Wykazuje działanie przeciwświądowe. Znajduje zastosowanie w dermatologii, w chorobach przebiegających ze świądem różnego pochodzenia, w tym idiopatycznego.
Skład:
Novocaini hydrochlorici  (chlorowodorek nowokainy)
Chlorali hydrati  (wodzian chloralu)
Resorcini aa 2,0 (rezorcyna)
85% Glycerini 10,0 (gliceryna)
70% Spir. Vini 40,0 (spirytus)
Aquae destillatae ad 200,0 (woda)
M.f.sol.